# John Levén
John Levén (ur. 25 października 1963 r.) – szwedzki basista, związany od 1981 roku z grupą Force, potem przemianowaną na Europe.
Jest rozwiedziony, ma dwóch synów.